# Премія імені доктора Мойсея Дорофійовича Танцюри
Премія імені доктора Мойсея Дорофійовича Танцюри — вища професійна нагорода українських лікарів — психіатрів, котрі працюють в умовах правової незахищеності пацієнтів і лікарів. Носить ім'я українського лікаря Мойсея Дорофійовича Танцюри. Видається щороку на засіданні Асоціації психіатрів України. Девіз премії: «За гідну поведінку в негідній ситуації».

## Історія
У 1994 році архівне управління СБУ вирішило видавати журнал «З архівів ВУЧК — ДПУ — НКВС — КДБ», в першому номері якого було розміщено статтю про репресованих співробітників Київської психіатричної лікарні і про те як частина персоналу рятувала пацієнтів від неминучої загибелі. Тоді Асоціація психіатрів України звернулась з проханням до керівництва СБУ проаналізувати архівну слідчо-судову справу, і визначити конкретних людей, котрі, незважаючи на загрозу власному життю, рятували психічно хворих киян. Від заступника голови СБУ Володимира Ілліча Пристайка Асоціація отримала офіційну довідку про те, що лікар Танцюра і фельдшер Мазур були саме тими людьми.
У 1998 році Асоціація психіатрів України разом з Медсестринською Асоціацією ухвалили запровадження двох премій: імені доктора Танцюри та імені фельдшера Мазура.

За словами президента Асоціації Семена Глузмана,
«Кожного року ми в урочистій обстановці вручаємо премію імені доктора Танцюри кращому з нас. Не за героїзм. Ми не хочемо жити в країні, що потребує героїв.» 
Разом з Асоціацією психіатрів України в день вручення премії беруть участь світила сучасної психіатрії з Австралії, США, Німеччини, Нідерландів, Литви.